# Пирьково
Пирьково — деревня в Починковском районе Смоленской области России. Входит в состав Стригинского сельского поселения. Население — 31 житель (2007 год). 
Расположена в центральной части области в 16 км к северо-востоку от Починка, в 1 км южнее автодороги Р96 Новоалександровский(А101) - Спас-Деменск — Ельня — Починок, на берегу реки Каменка. В 17 км юго-западнее деревни расположена железнодорожная станция Починок на линии Смоленск — Рославль. 

## История
В годы Великой Отечественной войны деревня была оккупирована гитлеровскими войсками в июле 1941 года, освобождена в сентябре 1943 года.